# مجلس نواب الفلبين
مجلس نواب الفلبين (بالإنجليزية: House of Representatives of the Philippines)‏ هو الهيئة التشريعية في الفلبين، ويتكون من 292 مقعداً، وهو المجلس الأدنى في كونغرس الفلبين.

## طالع أيضًا
- كونغرس الفلبين